# Franz Wathén
Franz Fredrik Wathén (* 30. März 1878 in Helsinki; † 21. Oktober 1914 ebenda) war ein finnischer Eisschnellläufer. 
Wathén wurde 1901 in Stockholm Weltmeister im Mehrkampf. Dabei siegte er über 500, 1500 und 10.000 Meter.